# Küknosz (Szthenelosz fia)
Küknosz (görög betűkkel Κύκνος, a név jelentése „hattyú”) Szthenelosz liguriai király és Klümené fia, apja után Liguria királya, Phaethón barátja.
Ezt a mítoszváltozatot Ovidius és Vergilius hagyta ránk. A többi Küknosz-mítoszhoz hasonlóan ebben is szerepet kapott Nap, mind Apollón – akinek szent állata a hattyú –, mind Héliosz képében. Az utóbbinak Phaethón az unokaöccse. Phaethón a legenda szerint addig könyörgött Héliosznak, hogy a napszekeret akarja vezetni, míg az megengedte neki. De Phaethón lezuhant az égből és az Éridanosz folyóba fulladt. Küknosz nemcsak meggyászolta elvesztett barátját, de a folyóban víz alá merülve próbálta megkeresni a holttestet. Apollón azzal segített neki ebben, hogy hattyúvá változtatta és az égre emelte, ahol a Hattyú csillagkép alakjában ma is látható.
Liguria királyságában csecsemő fia, Cupavo követte a trónon.